# Deuses, Túmulos e Sábios

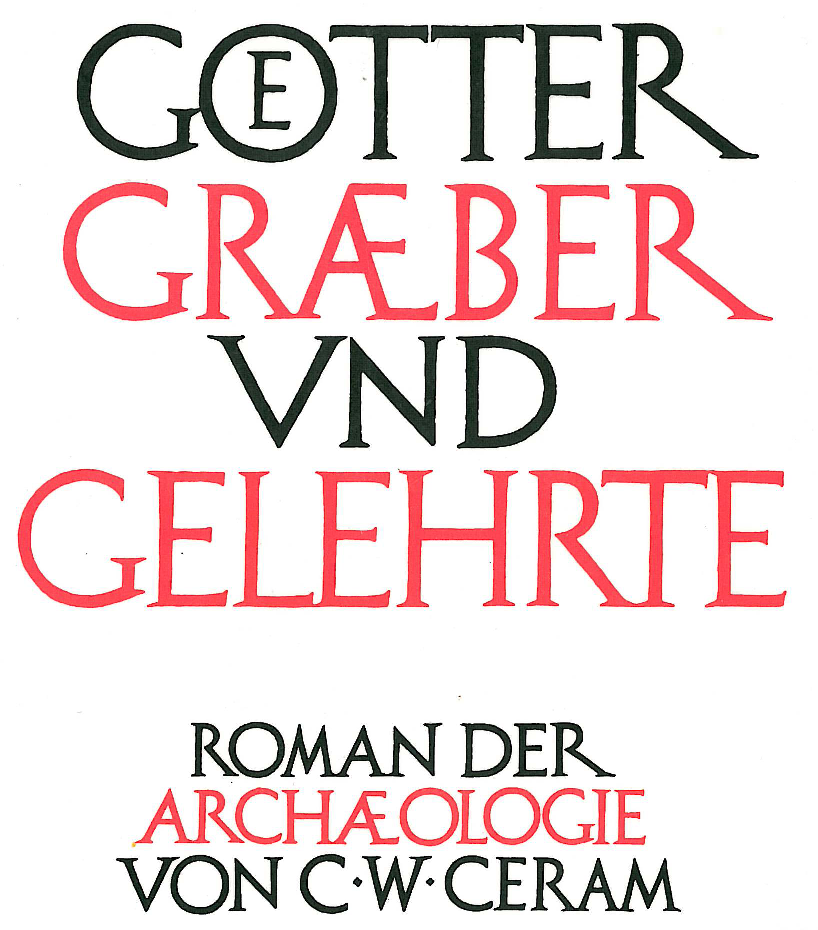
Capa de uma edição alemã de Deuses, Túmulos e Sábios.

Deuses, Túmulos e Sábios — O Romance da Arqueologia (no original em alemão: Götter, Gräber und Gelehrte — Roman der Archäologie) é um livro popular do escritor alemão C. W. Ceram sobre a história da arqueologia. Publicado pela primeira vez em 1949, o livro introduz o leitor leigo em arqueologia a assuntos sobre a origem e desenvolvimento da arqueologia.

## Conteúdo[1]
Deuses, Túmulos e Sábios cobre Grécia Antiga, o Egito Antigo, bem como arqueologia da Mesopotâmia, América do Sul, México e América Central. Intercalando a descrição das descobertas com rápidas biografias dos estudiosos e arqueólogos como Heinrich Schliemann, Jean-François Champollion, Paul-Émile Botta, Howard Carter, dentre outros.
No frontispício, Ceram inclui uma citação de Goethe:
| “ | Não existe arte patriótica nem ciência patriótica. Ambas pertencem, como todo sublime bem, ao mundo inteiro, e só podem ser fomentadas pelo intercâmbio geral e livre de todos os simultaneamente vivos, em constante respeito pelo que nos foi transmitido e nos é conhecido do passado" | ” |

Essa citação de Goethe é seguida por outra citação; dessa vez do filósofo espanhol Ortega y Gasset:
| “ | Quem quiser ver bem o seu tempo, deve olhá-lo à distância. De que distância? Muito simplesmente, duma distância tal que não reconheça mais o nariz de Cleópatra | ” |

### Do que se trata
Neste capítulo introdutório, Ceram explica aos seus leitores qual o conteúdo do seu livro, e aconselha-os a "...não começar o livro da primeira página..."
| “ | Recomendo começar na página 77 e ler primeiro o capítulo sobre o Egito, o "Livro das Pirâmides". Tenho então a esperança de que até o leitor mais desconfiado enfrentará com mais benevolência o nosso tema e resolverá pôr de parte certas prevenções. Todavia, em seguida a essa introdução pedirei ao leitor que volte atrás e comece na página 19. Então é que ele vai precisar de uma orientação planejada para melhor compreensão até mesmo dos acontecimentos mais emocionantes | ” |

Explica ainda que seu livro foi escrito sem ambições científicas, mas tentou expor a arqueologia de forma que ficasse visível em seu "emaranhado dramático e em todo o seu nexo humano". Afirma ainda que não sendo possível furtar-se à digressão, o resultado é um livro que o cientista chamará de "não-científico".

## Efeito
O livro vendeu mais de 5 milhões de cópias em 26 idiomas — e é impresso ainda hoje.